# シモーナ (小惑星)
シモーナ (1033 Simona) は小惑星帯に位置する小惑星。1924年9月4日にジョージ・ファン・ビースブルックがヤーキス天文台で発見した。
発見者の娘のシモーヌに因んで名付けられた。